# Stéphane Ruffier
Stéphane Ruffier (Bayonne, 27 september 1986) is een Frans voormalig betaald voetballer die speelde als doelman. Hij verruilde in juli 2011 AS Monaco voor AS Saint-Étienne. Ruffier debuteerde op 11 augustus 2010 in het Frans voetbalelftal, tijdens een vriendschappelijke interland in en tegen Noorwegen (2-1 nederlaag). Hij speelde in 2007-2008 enkele wedstrijden voor de Franse U21-ploeg.

## Erelijst
AS Saint-Étienne
- Coupe de la Ligue

2012/13